# Pandion haliaetus cristatus
El águila pescadora oriental[cita requerida] (Pandion haliaetus cristatus) es una rapaz piscívora y de carácter diurno. Habitan en Oceanía; zonas costeras de Australia, Indonesia, Nueva Guinea y Filipinas. Suelen ser aves sedentarias y las parejas crían en los mismos sitios que los años anteriores, fabricando grandes nidos principalmente con ramas secas. Se encuentran en zonas costeras o en estuarios, lo que les garantiza la pesca.
La dieta del águila pescadora consiste prácticamente en su totalidad de diversas especies de peces vertebrados. Posee características físicas especializadas para cazar a sus presas en el agua.

## Taxonomía
Una descripción que trataba al ave como la especie Buteo cristatus fue publicada en 1816 por el ornitólogo francés Louis Jean Pierre Vieillot, posteriormente pasó a ser considerada una subespecie o raza de otra especie ampliamente distribuida, Pandion haliaetus. El nombre cristatus deriva del latín, que significa "crestado" en honor al rígido penacho de plumas que nace en su nuca. El sinónimo Pandion haliaetus cristatus se distingue de otras subespecies de P. haliaetus por su cresta.
Autores posteriores dividieron las poblaciones en diferentes especies—Pandion leucocephalus, John Gould, 1838 y Pandion gouldi, Johann Jakob Kaup, 1847—o como subespecies—Pandion haliaetus australis, Karl Hermann Konrad, 1850 y Pandion haliaetus melvillensis, Gregory Macalister Mathews, 1912. La descripción de Gould identificó varias características que distinguía una nueva especie de la extendida P. haliaetus , basado en unos especímenes capturados en Tasmania, en la Isla Rottnest y en Port Essington; la ilustración acompañante de P. haliaetus—publicada en Sinopsis de las aves de Australia (1838)—fue realizada por Elizabeth Gould. Algunos autores siguen considerando a "el águila pescadora oriental" como una de las cuatro subespecies de P. haliaetus, la única especie viva de su género y familia. Cuando se publicaron especímenes y observaciones de nuevas poblaciones en el siglo XIX, muchos autores describieron a estos como especies nuevas, las revisiones a principios del siglo XXI comenzaron a sugerir que considerarla como una especie nueva estaba justificado.
El Australian Faunal Directory reconoce al águila pescadora oriental como una especie propia, citando una revisión del 2008 que notó distancia genética comparable a especies relacionadas de los géneros Hieraeetus y Aquila (Wink, et al., 2004) y, aunque menores, consistentes distinciones morfológicas y en el color del plumaje. Entre las diferencias de comportamiento de las distintas poblaciones se observa que las águilas pescadoras orientales moran en hábitats marinos, mientras que las residentes en América del Norte se hallan anidando cerca de zonas de agua dulce.
El género Pandion, descrito por el zoólogo francés Marie Jules César Lelorgne de Savigny en 1809, es el único género de la familia Pandionidae; el nombre viene de una criatura mítica de la cultura griega llamada Pandion. Algunos cambios colocan a la especie junto a los halcones y las águilas en la familia Accipitridae—que en sí misma puede considerarse como la mayor parte del orden Accipitriformes—o junto con los Falcónidos en Falconiformes. La Taxonomía de Sibley-Ahlquist la ha incluido junto con el resto de rapaces diurnas en el orden Ciconiiformes, pero esto daría como resultado una clasificación parafilética no natural.
Son conocidas por su nombre común, águila pescadora y águila pescadora oriental, aunque también se le puede llamar halcón pescador o águila pescadora de cabeza blanca. Gould se percató de la vernácula informal australiana después de su asentamiento allí, donde se le denomina "Pequeño halcón pescador" ("Little Fish-Hawk") en Nueva Gales del Sur y John Gilbert registró el nombre "halcón pescador" ("fish hawk") en la Colonia del Río Swan; los nombres restantes son joor-jout en Port Essington y otro en el sudeste australiano, transliterado de un idioma aborigen llamado nyungar, "yoondoordo"(pronunciado yun’dor’dow); este último tiene un uso habitual en el sudeste de Australia.

## Descripción
El tamaño de P. cristatus es comparable al de una rapaz de dimensiones medias o a un gran halcón, frecuenta la costa y las grandes masas de agua y está perfectamente adaptada a la caza de animales marinos. El color del plumaje es marrón oscuro en las partes superiores, sin embargo, en el vientre y la cabeza presenta colores pálidos. La garganta es blanca salvo por una línea negra que se extiende desde esta hasta el ojo, rodeando el oído y demarcandolo de las blancas plumas de la cabeza. Cuando está posada las plumas del píleo forman una pequeña cresta. El pecho está moteado con pequeñas manchas parduzcas que se entrelazan alrededor del cuello, esto es mucho más visible y marcado en las hembras. Las hembras también tienden a ser más grandes, la envergadura es mayor (entre 410 y 478 milímetros) mientras que en los machos es de 391 a 470 mm. También tienen una masa corporal de entre 1,2 a 1,6 kg, a diferencia de los machos, los cuales se quedan entre los 0,9 a 1,2 kg. El oscuro pico mide entre 29 y 35 mm. Las piernas y los pies tienen un tono gris claro además de una gran fuerza El patrón escamoso en el tarso del ave es reticulado. El iris es amarillo y l6os ejemplares juveniles son semejantes a los adultos, las únicas diferencias son que tienen un tono más oscuro y anaranjado en el iris y el plumaje tiene, aunque sutiles, varias diferencias.
En vuelo P. cristatus arquea las alas y las plumas principales están anguladas y separadas entre sí, lo que da una apariencia de que el ave posea dedos cuando se la observa desde abajo. Los ojos se sitúan en la parte frontal de la cabeza, y, junto con el cuello son proporcionalmente pequeños. Siempre está oteando la zona girando y estirando su cuello de una manera característica. El águila pescadora oriental tiene mucho parecido con el pigargo oriental (Haliaeetus leucogaster), con los que comparten hábitats y distribuciones similares, las únicas diferencias son el tamaño (los pigargos orientales alcanzan hasta los 4, 5 kg) y la posición de las alas en vuelo (se aprecia un ángulo mucho más brusco en el águila pescadora).
Las águilas pescadoras difieren en distintos aspectos con otras rapaces diurnas, los dedos de los pies son todos del mismo tamaño, el tarso es reticulado y sus garras son redondeadas, no estriadas. Las águilas pescadoras, tanto oriental como occidental (Pandion), junto con los búhos son las únicas aves rapaces cuyo dedo exterior es reversible, lo que les permite agarrar a sus presas con dos dedos por delante y dos por detrás. Esto es particularmente útil cuando atrapa peces resbaladizos.

## Distribución y hábitat
Los estados y territorios australianos en los cuales se han reportado avistamientos son Australia Occidental, Territorio del Norte, Queensland, Nueva Gales del Sur, Australia Meridional y Tasmania. Normalmente se encuentra en la costa y las islas cercanas aunque ocasionalmente también habitan en sistemas de ríos abiertos y llanuras de marea. A veces viajan a zonas del interior en el norte de Australia durante la estación lluviosa, sobre todo cuando las precipitaciones son destacablemente fuertes. Son aves principalmente sedentarias, a diferencia las poblaciones de Pandion haliaetus. Son visitantes no reproductivos del este de Victoria y de Tasmania. Hay unos 1000 km de distancia, correspondiente a la llanura de Nullabor, entre su punto de anidación más occidental, en Australia Meridional, y los más cercanos, al suroeste de Australia. Son poco comunes en el sureste de Australia.
Además de Australia también habitan en Filipinas, Indonesia y Nueva Guinea. Los ejemplares que migran a Célebes vienen desde el sur, es decir, del norte de Australia.
Sus árboles preferidos para la construcción del nido en Australia son los eucaliptos. No es raro ver especímenes sobrevolando hábitats distintos, siempre que dichos medios estén cerca de sus nidos, o bien de sus zonas de pesca.

## Comportamiento
Son aves solitarias o con una pareja reproductiva y es muy raro encontrarlas en asociaciones familiares. Son diurnas, durante el día van cambiando de postes o ramas que estén encima de cuerpos de agua, aunque se las ha visto cazando de noche. Vuelan alto y observando el agua que tienen por debajo, o bien cerca de la superficie y en silencio; estos vuelos no tienen porque significar que el águila está cazando. 

### Caza

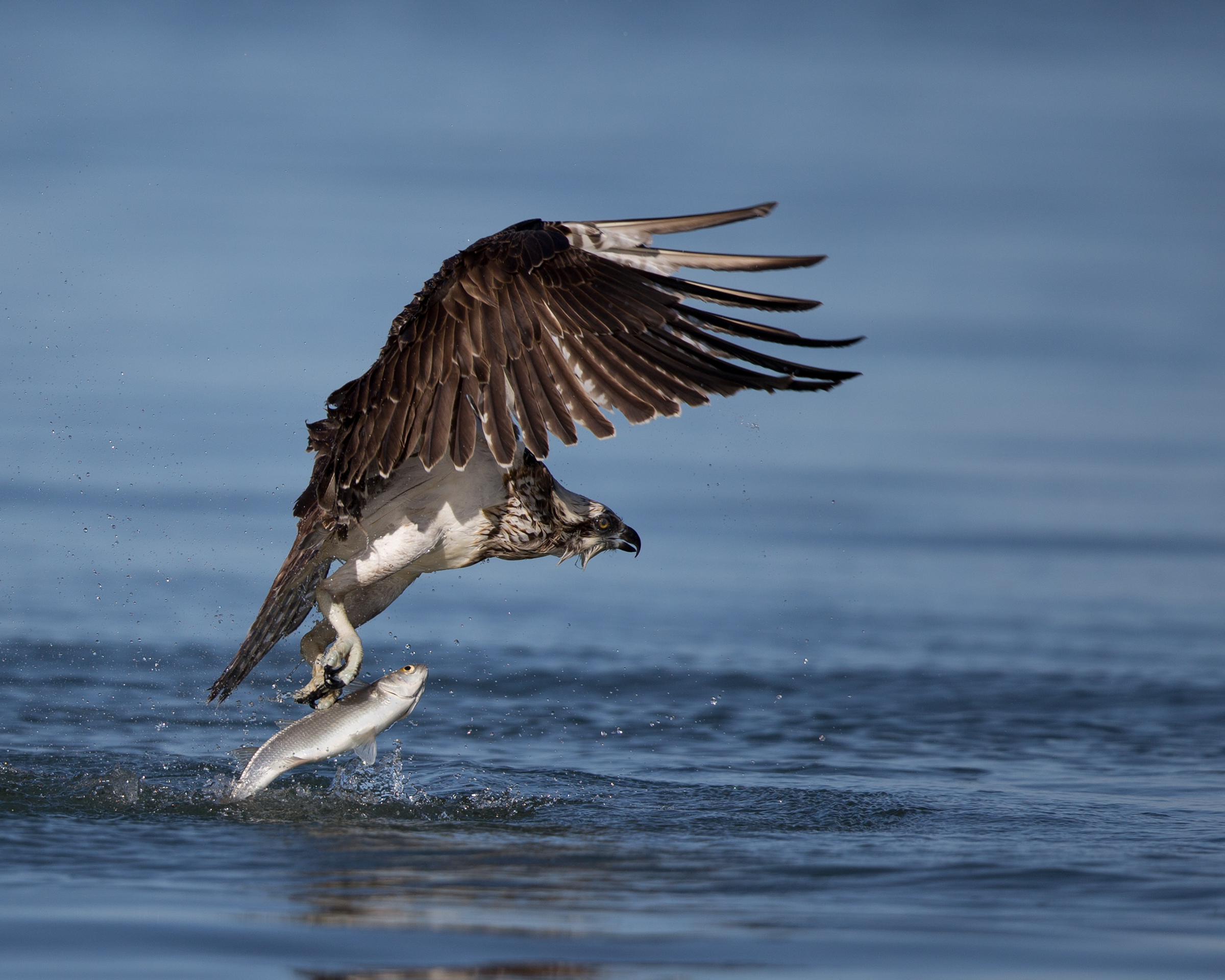
P. cristatus cazando en el sistema de estuarios Peel Harvey

Su dieta se basa en varias especies de peces, su presa favorita en Australia son las lisas, aunque no siempre están disponibles. Ocasionalmente dan caza a otro tipo de animales marinos—serpientes marinas, moluscos y crustáceos—e incluso terrestres, como insectos, reptiles, aves y pequeños mamíferos. Se sabe que cazan aves marinas durante el vuelo.
Tienen una visión adaptada para localizar presas bajo el agua. Cuando identifica a su presa, a entre 10 y 40 metros de la superficie, acto después se cierne sobre el pez con las patas por delante y las alas extendidas hacia atrás. Suele provocar una gran salpicadura. Cuando cae en el agua puede llegar a sumergirse 1 metro de profundidad. Después de alcanzar su objetivo, baten fuertemente sus alas para levantarse de la superficie del agua, para posteriormente llevar al pez a la orilla. La forma en la que el pez es agarrado es característica, un pie por delante agarrando la cabeza y el otro más atrás, haciendo que el pez vaya en una posición natural (cabeza hacia delante, y en vertical), esto distingue al género Pandion de otras rapaces pescadoras. En vez de engullir a la presa directamente la matan previamente.
El género Pandion posee diversas adaptaciones debido a su estilo de vida piscívora, el dedo exterior es reversible, afiladas espículas en la cara inferior de los pies, puede cerrar sus fosas nasales para evitar filtraciones de agua cuando se sumerge y escamas orientadas hacia atrás en las garras que actúan como púas para ayudar a mantener agarrada a su captura. Sus plumas son impermeables gracias a las secreciones de la glándula uropígea.